# بخش بارا
بخش بارا (به لاتین: Bara District) یک بخش در نپال است که در استان شماره ۲ واقع شده‌است. بخش بارا ۱٬۱۹۰ کیلومتر مربع مساحت و ۶۸۷٬۷۰۸ نفر جمعیت دارد.